# Бухархудаты
Бухархуда́ты (согд. βuxārak Xwaday — букв. «господа́ Бухары») — согдийская династия, правившая княжеством со столицей в Бухаре с VII века до захвата края арабскими отрядами.

## История

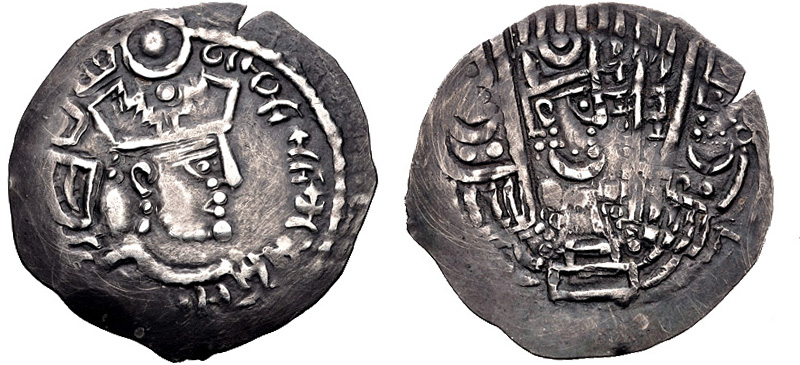
Монета с изображением бухархудата Хунука, начало VIII век, с изображением коронованного царя на лицевой стороне и зороастрийского огненного алтаря на обратной стороне

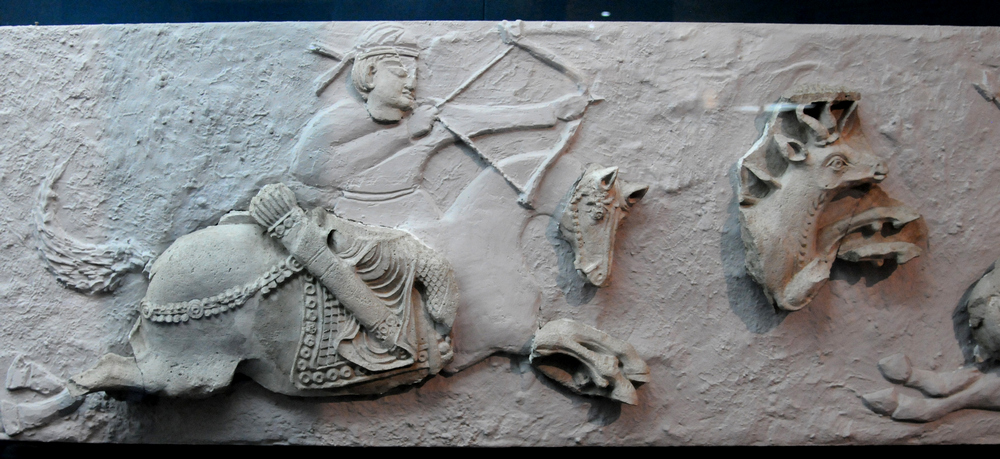
Рельеф охотника, Варахша, V-VII века н. э.

Основным источником по истории бухарских правителей до арабского завоевания является сочинение «История Бухары», написанное среднеазиатским автором Наршахи и данные нумизматики.
Основные силы эфталитов были разбиты тюрками в 567 году под Бухарой и Согд был присоединён к Тюркскому каганату. В начале VII века (603 год) Тюркский каганат распался на Западный и Восточный каганаты. В Западный каганат вошли Казахстан, Средняя Азия, Северный Кавказ, Крым, Урал и Поволжье. Вершины своего могущества каганат достиг во время правления Шегуй-кагана (в 610—618 годах) и его младшего брата Тон-ябгу-кагана (в 618—630 годах). Новые походы в Тохаристан и Афганистан раздвинули границы государства до северо-западной Индии. Тон-ябгу каган провёл административную реформу и назначил своих представителей — тудунов в области для наблюдения и контроля за сбором дани. Предполагают, что он выпускал свои монеты с надписью — Тун ябгу каган.
После распада Западнотюркского каганата к власти в Бухаре пришли бухархудаты. Ряд исследователей возводят род, правивший в Бухаре, к Янг-Соух-тегину, правителю пайкендского удела каганата и отцу Тон-ябгу-кагана, считая, таким образом, бухархудатов ветвью рода Ашина.
Первый упоминаемый Наршахи правитель зовётся Бидун (Бухар-Худат-Бидун), умерший в 673 или в 674 году.
По мнению видного историка О. И. Смирновой, имя бухархудата Бидуна (или Бандуна), который, по словам Наршахи явился «на помощь бухарцам из Туркестана с большим войском» следует читать тудун — титул (звание) правителя Чача (Шаша) конца VII и начала VIII в. Согдийская формула титула тудун засвидетельствована в мугских документах и на монетах и передаёт тюркское тутун, тудун, дословно «начальник гражданской администрации». Участие правителя Чача вместе с тюркскими войсками в указанных событиях находит себе подтверждение в других источниках.
После смерти Бидуна осталась вдова и грудной сын. Наршахи называет её просто Хатун, а аль-Куфи приводит имя Хутак Хатун.

Говорили, что в её время не было человека мудрее её: она мудро управляла, и подданные её были ей преданны.— Наршахи. История Бухары
После её смерти царём стал её и Бидуна сын Тугшада I (или Тахшада). Исследователь Г. Гоибов считает, что поскольку Хатун правила 18-19 лет, годом его восшествия на престол следует считать 692 год.
Согласно Наршахи, Тугшада правил 32 года, однако называют 3 даты его смерти — 724, 738 и 753 года. Исследователь Г. Гоибов, полагает, что годом смерти Тугшада следует считать 724 год, при этом 738 — это год смерти его сына Тугшады II, а 753 — его второго сына Кутайбы. Согласно Наршахи, Тугшада принял ислам от своего сына Кутайбы.
О. И. Смирнова считала, что тюркскими правителями Бухарского оазиса в середине VIII века была выпущена группа тюрко-согдийских монет с надписью «владыки хакана деньга».
Во время правления Кутайбы государство поразила смута, вызванная неким пришедшим из Туркестана Барданхудатом (или Вардан-худатом), однако Кутайба его разбил. Кутайба принял ислам, но затем отрёкся от него:

Несколько времени он был мусульманином, но отрекся от ислама во время Абу-Муслима, — да будет к нему милостив Бог. Абу-Муслим узнал об отступничестве Кутайбы и убил его.— Наршахи. История Бухары
Под конец периода правления бухархудатов, у власти были Сукан и Буньят, согласно Наршахи каждый из них правил по 7 лет: Буньят, Сукан. Буньят (или Буниат) родился в тот момент, когда его отец был мусульманином. Он сам также некоторое время исповедовал ислам, однако, затем произошло антиарабское восстание людей в белых одеждах под руководством Муканны. Буньят поддержал их, и они стали одерживать верх. Информация об этом дошла до халифа аль-Махди, который послал в Бухару конницу. Буньят был убит. Потом у власти у власти находился неизвестный бухархудат, Г. Гоибов условно именует его Тугшада III, так как Буньят и Сукан у Наршахи называются сыновьями Тугшады.
Наршахи также пишет о последнем бухархудате, не упоминаемом в своей работе Г. Гоибовым. Автор называет правителя на арабский манер: Абу-Исхак, сын Ибрагима, внук Халида, правнук Бутата. Фактически это уже просто наместник:

Ввиду отступничества их предка от ислама, халиф заблагорассудил отобрать у них всё и, взяв в казну все их имения, отдал их потом им же во временное пользование, как жалованье за службу и на удовлетворение их расходов.— Наршахи. История Бухары

## Религия
Во время правления бухархудатов, большинство жителей Бухары исповедали разные религии включая местный вариант зороастризма. Однако обнаружены и следы несторианского христианства, и даже Наршахи упоминает церковь в Бухаре.

## Правители
(по Г. Гоибову)
| Годы правления | Годы правления | Имя                 | Примечания                          |
| -------------- | -------------- | ------------------- | ----------------------------------- |
| ?              | 673            | Бидун               | муж Хутак-хатун                     |
| 673            | 692            | Хутак-хатун         | жена Бидуна, мать Тугшады I         |
| 692            | 724            | Тугшада I           | сын Бидуна и Хутак Хатун            |
| 706            | 709            | Хунук               | варданхудат, правитель Варданы      |
|                |                | Тугшада II          | сын Тугшады I                       |
|                |                | Кутайба ибн Тугшада | брат Тугшады II                     |
|                |                | Тугшада III         | неизвестный бухархудат, имя условно |
|                |                | Сукан               | сын Тугшада III                     |
|                |                | Буньят              | брат Сукана                         |